# OL百合族19歳
『OL百合族19歳』は、1984年に製作された日本映画。
『セーラー服 百合族』に続く、『セーラー服 百合族2』の続編。

## ストーリー
高校を卒業し、OLになっても離れられない二人の百合族を描く。

## キャスト
- 甲田なおみ ：小田かおる
- 石原美和子：山本奈津子
- 小早川由紀：久我冴子
- 正木芳久：山本伸吾
- 山根茂：大島崇史
- 弓岡吾郎：上田耕一
- 佐内進一：木村孝雄
- 青年：木村栄一
- 痴漢：石川登隆
- 神父：ピーター・ストーン